# Rouget le Braconnier
Pour les articles homonymes, voir Rouget le braconnier (film), Braconnier et Rouget (homonymie).
Rouget le Braconnier, de son vrai nom Louis Rougé, est un braconnier né le 20 avril 1817 à Notre-Dame-du-Pé (Sarthe) et mort le 19 avril 1858 à Cayenne (Guyane).

## Biographie
Louis Rougé est le fils de Louis Rougé (1792-1873), tisserand de Daumeray et de Jeanne Lemonnier (1789-1873). Il épouse sa cousine germaine, Marie Rougé, le 25 juin 1845 à Daumeray ; née le 27 octobre 1812 à Soucelles (Maine-et-Loire). Modeste journalier, il vit à Daumeray (Maine-et-Loire). Il est condamné en 1857 aux travaux forcés à perpétuité pour avoir tiré sur un gendarme.

## Contexte historique
Dans une France où le monde rural vit largement dans la pauvreté, nombreux sont ceux qui recherchent un emploi à la journée dans les fermes locales. On les appelle les journaliers. Ces hommes essayent tant bien que mal de nourrir leur famille avec les quelques sous qu'ils gagnent, mais ce n'est pas chose facile. La chasse est à l'époque seulement réservée aux nobles, châtelains et bourgeois. Pour améliorer leur modeste condition, certains pauvres prennent le risque de braconner, ce qui est interdit.
Louis Rouget, un brave personnage analphabète de la région, est un coutumier du fait jusqu'au jour où il est pris en flagrant délit par le gendarme Javelle et l'un de ses collègues : 
Nous sommes le 9 juillet 1854, en plein été. Il est en possession d'un lièvre qu'il vient de tuer. Pris de panique, il commet l'irréparable. Braquant son fusil sur l'un des deux officiers de gendarmerie, il tire une balle, puis une deuxième qui atteint l'un d'eux, qui s'écroule.
Pendant que le second gendarme part à la recherche de secours, Louis Rouget fuit et se cache dans la forêt, un lieu qu'il connaît parfaitement. Pendant plus de deux années, cet homme traqué déjoue tous les plans des forces de l'ordre,  grâce à la complicité de ses amis. Allant de ferme en ferme, se cachant dans les greniers, s'échappant parfois par le toit, il ne voit que trop rarement sa famille. Sentant l'étau se refermer, Rouget envisage de s'exiler et cherche à obtenir un passeport. Sous le charme d'une gentille femme depuis déjà bien longtemps, lui accordant toute sa confiance, le brave homme est pris dans un piège tendu par un commissaire dont cette femme est la complice.
Le braconnier angevin se fait rouler par sa bien-aimée ce qui le conduit tout droit au bagne en Guyane. Malgré une tentative d'évasion, il meurt le 19 avril 1858 des suites d'une maladie.

## Hommage
Au théâtre chaque année, il est devenu célèbre au-delà des frontières :
En janvier et février, une troupe de comédiens amateurs monte sur scène à Daumeray pour présenter au public la vie tumultueuse de Rouget le Braconnier, qui fait salle comble chaque saison.

## Au cinéma et au théâtre

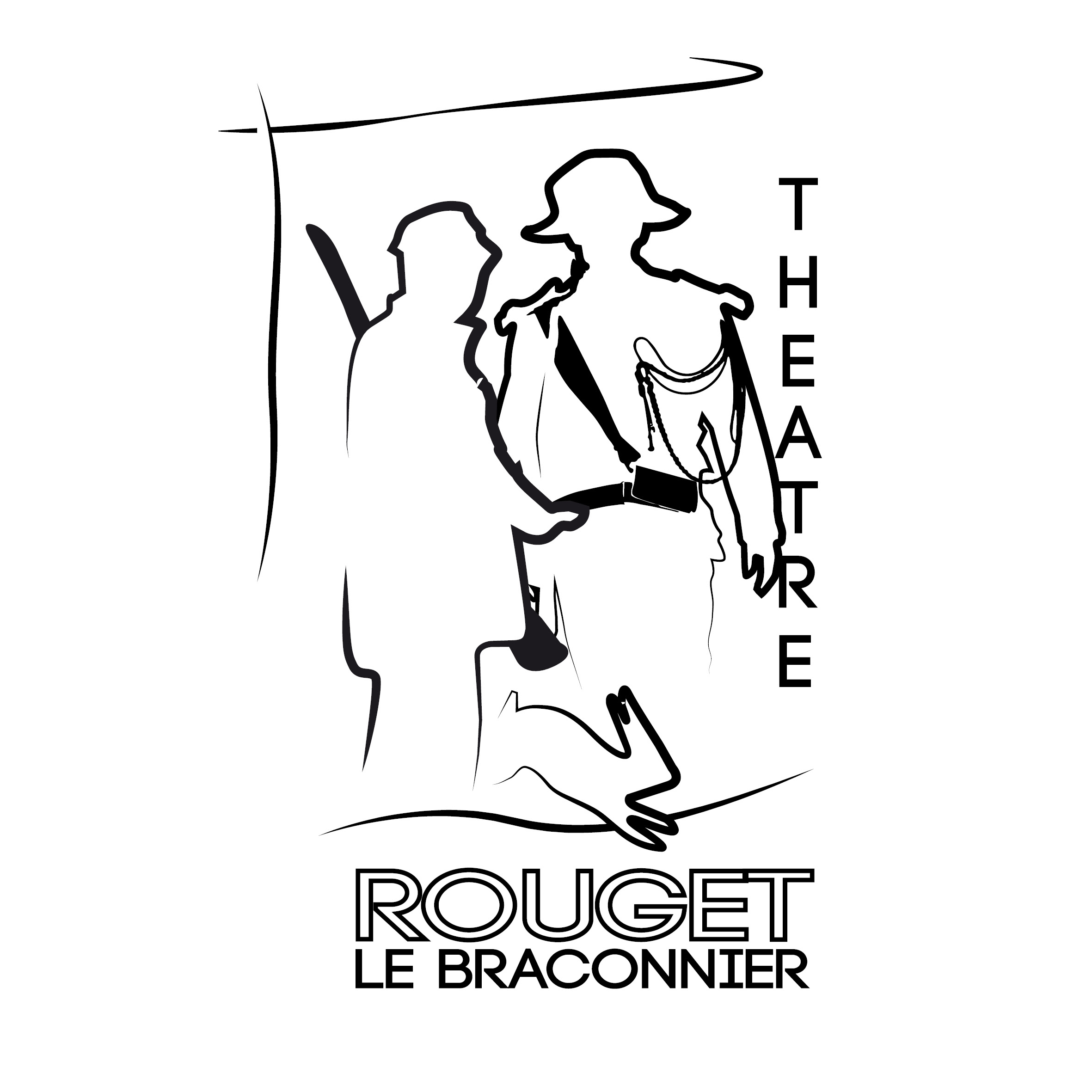

- 1989 : Rouget le braconnier, film de Gilles Cousin
- Rouget le Braconnier, informations sur la sortie d'un nouveau film de Gérard Riester.
- 2010 : Rouget le Braconnier (théâtre), Association ABEE [vidéo]
- 2017 Théâtre Daumeray[2]

## Vie locale
- Daumeray, la ville de Rouget le Braconnier, à noter que chaque année, une troupe de comédiens amateurs présente la vie de Louis Rouget.